# Ilary Blasi
Ilary Blasi, född 28 april 1981 i Rom, är en italiensk fotomodell  och programledare. Hon var gift med AS Roma-legendaren Francesco Totti. Som barn var hon skådespelerska.

### Fotnoter
1. ↑  "Mad Dog and Glory" (14 maj 2010). ”Francesco Totti’s Wife Ilary Blasi: The One Upside of Missing Out on World Cup Call-Up”. Caughtoffside.com. http://www.caughtoffside.com/2010/05/14/francesco-tottis-wife-ilary-blasi-the-one-upside-of-missing-out-on-world-cup-call-up/. Läst 4 april 2011.
2. ↑  ”Ilary Blasi: Her Girls Have Gone Wild”. Kickette.com. 13 maj 2011. Arkiverad från originalet den 30 juni 2011. https://web.archive.org/web/20110630130609/http://www.kickette.com/ilary-blasi-her-girls-have-gone-wild/. Läst 4 april 2011.
3. ↑  "Sumantasid" (4 maj 2008). ”Ilary Blasi Biography”. Zimbio. Arkiverad från originalet den 11 oktober 2012. https://web.archive.org/web/20121011195400/http://www.zimbio.com/Ilary%20Blasi/articles/2/Ilary%20Blasi%20Biography. Läst 4 april 2011.